# Carl A. Tiselius
Carl August Tiselius, född i 19 april 1868  i Göteborgs domkyrkoförsamling, Göteborg, död 3 januari 1936 i Göteborgs Johannebergs församling, Göteborg
, var en svensk militär, statistiker, författare och historiker.
Tiselius avlade studentexamen i Göteborg 1887, underlöjtnant vid Göta artilleriregemente 1890, löjtnant 1894 samt kapten 1903. Han avgick ur aktiv militärtjänst 1918. Tiselius ansågs vara en framstående teoretiker och matematiker inom artillerivapnet, som ofta hämtade inspiration genom omfattande studieresor.
Han organiserade Göteborgs pensionsväsen, anlitades flitigt för kommunal statistik och var en ofta anlitad föreläsare. Tiselius var ledamot av Göteborgs allmänna folkskolestyrelse 1911-1915.
Tiselius var ledamot av kommittén för Göteborgs stads kommunalstatistik, och utsedd till ledare för 1910 och 1915 års kommunala bostadsräkningar i Göteborg. Han var vidare ledamot av den förstärkta kommittén för stadsområdets indelning i statistiskt hänseende 1915, och för kommitténs räkning utarbetade han en översikt över bostadsförekomsten i Göteborg 1916—1918. Vikarie för kommunalstatistikern 10 september-30 november 1918.